# 千日前線
千日前線（日语：／ Sennichimae sen */?）一條位於大阪府大阪市的地下鐵路線，由大阪地下鐵經營，連結福島區的野田阪神車站和生野區的南巽車站。
千日前線的正式名稱為高速電氣軌道第5號線，而專門記載日本鐵路產業相關事務的產業年鑑《鐵道要覽》中，則是以千日前線（5號線）稱呼該路線。路線代表的英文字母為「S」，於1969年（昭和44年）4月16日通車，以粉紅色作為代表顏色。

## 路線資料
- 路線距離（實際距離）：12.6公里（營業距離（車費計算距離）13.1公里）
- 軌距：1435毫米
- 站數：14個（包括起終點站）
- 複線路段：全線
- 電氣化路段：全線電氣化（直流 750 V、第三軌供電）
- 閉塞方式：車內信號式（CS-ATC，ATO）
- 最高速度：70公里/小時
- 編組輛數：4輛（1970年－）
- 月台最大編組輛數：8輛
- 擁擠程度（往野田阪神方向）：100.7%（2012年度：鶴橋站→谷町九丁目站間）[1]
- 擁擠程度（往南巽方向）：57.0%（2012年度：鶴橋站→今里站間）[1]

## 運行方式
- 野田阪神車站－南巽車站。
- 阿波座車站－今里車站。

此外，在每輛列車的司機旁邊安裝有放大鏡。

## 車輛
- 25系（1991年 - ）

### 過去的車輛
- 100型（二代）（1979年 - 1989年）
- 50系（1969年 - 1994年）
- 30系（1991年 - 1995年）

## 歷史
- 1969年：
  - 4月16日：5號線野田阪神至櫻川段通車。（3.7公里）使用2節編組的列車。
  - 7月29日：谷町九丁目至今里段通車。（2.6公里）
  - 9月10日：今里至新深江段通車。（0.9公里）
  - 12月6日：正式將路線暱稱定名為千日前線。
- 1970年：
  - 3月11日：櫻川至谷町九丁目段通車。改用4節編組的列車。
  - 10月1日：自動列車運行裝置（ATO）的開始測試運行。
- 1974年：
  - 7月31日：正式使用自動列車運行裝置。
- 1981年：
  - 12月2日：新深江至南巽段通車[2]。（3.0公里）
- 1989年：
  - 3月：弃用100系型列車。
- 1991年：
  - 6月30日：25系列車投入服務。
  - 8月：30系列車投入服務。
- 1994年：
  - 12月31日：開始在除夕夜通霄服務。
- 2014年：
  - 12月13日：在野田阪神站引入活動式圍欄。

## 延伸計劃
由南巽至彌刀，與近鐵大阪線接駁。

## 車站列表
所有車站都位於大阪府大阪市。
| 車站編號 | 中文站名   | 日文站名 | 英文站名 | 站間營業距離 | 累計營業距離 | 累計實際距離 | 可轉乘路線 | 所在地   |
| -------- | ---------- | -------- | -------- | ------------ | ------------ | ------------ | --- | -------- |
| S11      | 野田阪神   |          |          | -            | 0.0          | 0.0          | 阪神電氣鐵道：本線 …野田（HS 03） 西日本旅客鐵道： JR東西線 …海老江（JR-H46） | 福島區   |
| S12      | 玉川       |          |          | 0.6          | 0.6          | 0.6          | 西日本旅客鐵道： 大阪環狀線 …野田（JR-O13） | 福島區   |
| S13      | 阿波座     |          |          | 1.3          | 1.9          | 1.9          | 大阪市高速電氣軌道： 中央線（C15） | 西區     |
| S14      | 西長堀     |          |          | 1.0          | 2.9          | 2.8          | 大阪市高速電氣軌道： 長堀鶴見綠地線（N13） | 西區     |
| S15      | 櫻川       |          |          | 0.9          | 3.8          | 3.7          | 南海電氣鐵道： 高野線（汐見橋線） …汐見橋（NK06-5） 阪神電氣鐵道： 阪神難波線（HS 42） | 浪速區   |
| S16      | 難波       |          |          | 1.1          | 4.9          | 4.5          | 大阪市高速電氣軌道： 御堂筋線（M20）、 四橋線（Y15） 南海電氣鐵道： 南海本線、 高野線…難波（NK01） 近畿日本鐵道： 難波線 …大阪難波（A01） 阪神電氣鐵道： 阪神難波線 …大阪難波（HS 41） 西日本旅客鐵道：關西本線（ 大和路線） …JR難波（JR-Q17） | 中央區   |
| S17      | 日本橋     |          |          | 0.7          | 5.6          | 5.2          | 大阪市高速電氣軌道： 堺筋線（K17） 近畿日本鐵道： 難波線 …近鐵日本橋（A02） | 中央區   |
| S18      | 谷町九丁目 |          |          | 1.0          | 6.6          | 6.1          | 大阪市高速電氣軌道： 谷町線（T25） 近畿日本鐵道： 大阪線（D03）、 難波線（A03）…大阪上本町 | 天王寺區 |
| S19      | 鶴橋       |          |          | 1.1          | 7.7          | 7.2          | 西日本旅客鐵道： 大阪環狀線（JR-O04） 近畿日本鐵道： 大阪線（D04、A04） | 天王寺區 |
| S20      | 今里       |          |          | 1.5          | 9.2          | 8.7          | 大阪市高速電氣軌道： 今里筋線（I21） | 東成區   |
| S21      | 新深江     |          |          | 0.9          | 10.1         | 9.6          | | 東成區   |
| S22      | 小路       |          |          | 1.0          | 11.1         | 10.6         | | 生野區   |
| S23      | 北巽       |          |          | 0.9          | 12.0         | 11.5         | | 生野區   |
| S24      | 南巽       |          |          | 1.1          | 13.1         | 12.6         | | 生野區   |

1. ↑  旅客導覽上較多使用平假名顯示。
2. ↑  作為運行系統的「高野線」。該線的正式起點是汐見橋。